# Curral Velho (Santiago)
Curral Velho ist eine Siedlung im Norden der Insel Santiago im atlantischen Inselstaat Kap Verde. Es gehört administrativ zum Concelho Tarrafal. 2010 hatte der Ort 358 Einwohner.

## Geographie
Der Ort liegt ca. 1 km nördlich von Locotano und 11 km südöstlich von Tarrafal an der Straße Praia-Assomada-Tarrafal (EN1-ST01).